# Жан II д’Алансон
Жан II д'Алансон, нар. „Прекрасният херцог“ (на френски: Jean II d'Alençon; * 2 март 1409, Аржантан; † 8 септември 1476, Париж, Кралство Франция), е 2-ри херцог на Алансон и граф на Перш от 1415 г., известен военачалник и един от командирите на френската армия в Стогодишната война.

## Живот
Той е син херцог Жан I д'Алансон (* 2 юни 1385, † 25 октомври 1415), принц по кръв, и на Мария Бретанска (* 1391, † 1446) от Дом Монфор-л'Амори.
Жан наследява своя баща като херцог на Алансон и граф на Перш след гибелта му в битката при Аженкур (1415 г.). Той бяга с майка си под закрилата на дофина Шарл, бъдещият Шарл VII Завоевателя. От 1420 г. е генерал-лейтенант на Херцогство Алансон, от 1423 г. – член на Кралския съвет на Франция.
Като млад участва в битката при Верньой (17 август 1424 г.) и е пленен от английския рицар сър Джон Фастолф. Той е затворен до 1429 г., освободен е срещу огромен откуп (200 000 златни крони), което го прави почти просяк. Той продава земите си на Англия и на херцога на Бретан.
Скоро след освобождаването си Жан участва в битките при Лоара заедно с Жана д'Арк. Той я среща в Шинон. Жана го приема радостно и топло. Той става нейният най-верен поддръжник от всички принцове по кръвта. През 1429 г. участва в битката при Жаржо и обсадата на Париж, и е един от командирите на войските, освободили Орлеан. Той не участва лично в битки според рицарския кодекс на честта, тъй като все още плаяа откупа си. Той командва френската армия по време на кампанията за Лоара, печели няколко битки с британците в този регион. Присъства като един от 6-те светски перове на коронацията на Шарл VII в Реймс на 17 юли. В края на годината той напуска армията на краля и с голям отряд тежко въоръжени конници отива да се бие с британците в Мен, Анжу и Нормандия.
Жан д'Аласон е изключително недоволен от Договора от Арас, тъй като се надява да подобри положението си чрез разделяне на Бургундия. Той вярва, че кралят не му благодари достатъчно за труда му. От този момент нататък спира да подкрепя краля и се присъединява към феодалното въстание от 1439 – 1440 г., известно като Прагерия. След поражението на въстаниците обаче му е простено, подобно на много знатни участници във въстанието.
През 1440 г. той е посветен от херцога на Бургундия Филип III Добрия в Сент Омер в рицар на Ордена на Златното руно.
През 1449 г. участва в нахлуването в Нормандия. През същата година той отново предявява претенции към Херцогство Алансон. Изпитвайки сериозни финансови затруднения и недоверие от краля на Франция, той започва да води тайни преговори с британците, като ги моли за помощ. Някогашният блестящ воин започва да произнася невнимателни речи, насочени срещу Шарл, да се отдава на разврат, да пие и да се занимава с магия.
През 1456 г. участва в оправдателния процес по делото на Жана д'Арк, но скоро е арестуван и затворен в крепостта на Ег Морт. На 10 октомври 1458 г. е обвинен в обида на краля и е осъден на смърт от Съд на перовете във Вандом на 10 октомври 1458 г. Присъдата е преразгледана и Жан е затворен в град Лош. През 1461 г., след смъртта на краля, той е освободен от своя кръщелник Луи XI и са му върнати правата и титлите. След това отново е изпратен в затвора, защото отказва да се подчини на искането на краля да прехвърли няколко замъка в Алансон на короната. Затворен е в замъка Рошкорбон в Лош, а след това в затвора на Лувър. Отново е осъден на смърт от Съда на перовете на 18 юли 1474 г., след което имотите му са конфискувани. Присъдата обаче никога не е изпълнена: Жан умира в ареста в Лувъра през 1476 г. След смъртта му имотите му отиват у френската корона.

## Брак и потомство
Жан II д'Алансон се жени два пъти:
∞ 1. 1423 в замъка в Блоа за Жана Орлеанска (* 13 септември 1409, † 19 май 1432), дъщеря на Шарл Орлеански, херцог на Орлеан (1407 – 1465) и на Изабел дьо Валоа. Бракът е бездетен.
∞ 2. 30 април 1437 за Мария д'Арманяк (* 1420, † 25 юли 1473), дъщеря на Жан IV д-Арманяк, граф на Арманяк (1418 – 1450), и на Изабела д’Еврьо-Наварска. Имат син и дъщеря:
- Катерина д'Алансон (* 1452, † 1505), ∞ 1461 Ги ХV дьо Монфор-Лавал († 1500), граф на Лавал

- Рене д'Алансон (* 1454, † 1492), 3-ти херцог на Алансон и граф на Перш (1478 – 1492)

Има двама извънбрачни сина и три извънбрачни дъщери:
- Жан, нар. Намерени, господар на Ажантел, живял през 1478 г., емигрира в Португалия около 1470 г., ∞ мадам Песоа;
- Робер, нар. Намерени, господар на Клоз Андрé, апостолически протонотарий, през 1489 г. под наименованието Robert Naturel. Той е представен на епископа на Анже през 1489 г. от Рене д'Алансон и е администратор на болницата „Сен Жулиен“ и параклиса на Шато Гонтие;
- Жана, графиня на Бомон льо Роже; ∞ 1470 за Ги дьо Молмон
- Мадлена, ∞ за Анри дьо Брой
- Мария, игуменка на Алменш